# Phlogophora olivacea
Phlogophora olivacea är en fjärilsart som beskrevs av John Henry Leech 1900. Phlogophora olivacea ingår i släktet Phlogophora och familjen nattflyn. Inga underarter finns listade i Catalogue of Life.